# Ligia Borowczyk
Ligia Borowczyk (ur. 7 grudnia 1932 w Krasnymstawie, zm. 6 września 2022 w Warszawie) – polska aktorka i kompozytorka.
Studiowała aktorstwo w Państwowej Wyższej Szkole Teatralna im. Ludwika Solskiego w Krakowie, Państwowej Wyższej Szkole Teatralnej im. Aleksandra Zelwerowicza w Warszawie i Państwowej Wyższej Szkole Filmowej, Telewizyjnej i Teatralnej im. Leona Schillera w Łodzi. Z Krakowa do Warszawy wyjechała tuż po ślubie z Walerianem Borowczykiem.
W 1956 roku zadebiutowała rolą w Zimowym zmierzchu Stanisława Lenartowicza.
Rok później wystąpiła w kolejnym filmie Lenartowicza Spotkania będącym ekranizacją opowiadań Hłaski, Makuszyńskiego, Iwaszkiewicza i Dygata. Zagrała główną bohaterkę opowiadania Hłaski Śliczna dziewczyna. Ta rola spowodowała dyscyplinarne skreślenie jej z listy studentów PWST w Warszawie w związku z rozporządzeniem, które zakazywało studentom szkoły teatralnej występowania w filmach i telewizji.
W 1959 roku razem z mężem wyjechała do Paryża, grając często w jego filmach. Występowała pod nazwiskiem Ligia Branice.
Członkini Stowarzyszenia Filmowców Polskich.

## Filmografia
- 1957: Zimowy zmierzch
- 1957: Spotkania
- 1958: Stadion
- 1959: Dom (muzyka)
- 1959: Astronauci (Les astronautes)
- 1962: Filar
- 1966: Rozalia
- 1969: Goto, wyspa miłości
- 1971: Kamizelka
- 1972: Blanche
- 1978: Za murami klasztoru (Interno di un convento)